# Elizabeth Banks
Elizabeth Banks, pseudonimo di Elizabeth Irene Mitchell (Pittsfield, 10 febbraio 1974), è un'attrice, regista e produttrice cinematografica statunitense.
La Banks, che ha fatto il suo debutto cinematografico nel film indipendente Surrender Dorothy (1998), è nota per i suoi ruoli in film come Wet Hot American Summer, la trilogia di Spider-Man di Sam Raimi (2002-2007), 40 anni vergine (2005), Zack & Miri - Amore a... primo sesso (2008), Role Models (2008), The Next Three Days (2010), Voices (2012), Una notte in giallo (2014) e la serie di film di Hunger Games (2012-2015). Banks ha fondato la società di produzione cinematografica e televisiva Brownstone Productions nell'ottobre 2002 con suo marito, Max Handelman. La Brownstone Productions ha firmato un accordo con la Universal Pictures e la WBTV per una somma ad otto cifre.

## Biografia
Elisabeth Banks è nata e cresciuta a Pittsfield, in Massachusetts da Ann Wallace e Mark P. Mitchell. Primogenita di quattro figli, ha partecipato giovanissima al game-show Finders Keepers, su Nickelodeon. Dopo essersi diplomata alla Pittsfield High School nel 1992, ottenne nel 1996 una laurea magna cum laude all'Università della Pennsylvania. Due anni più tardi, nel 1998, completò il proprio percorso di studi terminandolo all'American Conservatory Theater. Ha fatto il suo debutto come attrice nel film indipendente del 1998 Surrender Dorothy nel ruolo di Elizabeth Casey.
La Banks è conosciuta per i ruoli interpretati nei film Seabiscuit - Un mito senza tempo, Heights, e in tutti e tre i film dedicati all'Uomo Ragno (dove ha interpretato la parte di Betty Brant), oltre che per le commedia culto Wet Hot American Summer, per 40 anni vergine e Slither. Nel 2006, Banks è apparsa nel film drammatico sul football americano Imbattibile, in cui ha interpretato l'interesse amoroso di Mark Wahlberg. Più tardi, lei ed il co-protagonista Wahlberg sono stati nominati per il premio "Best Kiss" agli MTV Movie Awards. Nello stesso anno, ha ottenuto il ruolo da protagonista nel film commedia-horror Slither. Oltre al cinema ha interpretato alcune parti in sit-com televisive: nel maggio del 2006, è apparsa negli ultimi due episodi della quinta stagione della serie televisiva Scrubs, interpretando il ruolo della dottoressa Kim Briggs, urologa, che diventa la fidanzata di J.D. (Zach Braff), e di cui continua ad interpretare il ruolo anche nella sesta, nella settima e nell'ottava stagione.
Nel 2008 ha interpretato Laura Bush in W. di Oliver Stone, nel 2010 interpreta Lara Brennan nel film The Next Three Days, al fianco di Russell Crowe, mentre dal 2012 ha il ruolo di Effie Trinket nei film di Hunger Games. Nel 2014 è nel cast del thriller psicologico Ogni cosa è segreta, accanto a Dakota Fanning e Diane Lane, il film è uscito nelle sale cinematografiche nel maggio 2015. Nel 2015 ha interpretato Melinda Ledbetter, la moglie di Brian Wilson, nel film biografico Love & Mercy, basato sulla vita del musicista e membro fondatore dei The Beach Boys, interpretato da John Cusack. Nello stesso anno, ha fatto il suo debutto alla regia cinematografica con Pitch Perfect 2, il cui incasso di 69 milioni di dollari nel primo weekend di apertura ha segnato un record per una regista esordiente. In televisione, Banks ha interpretato il ruolo di Avery Jessup nella sitcom 30 Rock, che le ha fatto guadagnare due candidature agli Emmy Award. Nel settembre 2015 è membro della giuria alla 72ª Mostra internazionale d'arte cinematografica di Venezia, presieduta dal regista Alfonso Cuarón. Banks ha diretto, prodotto, sceneggiato ed interpretato Bosley nella commedia d'azione Charlie's Angels, rilasciata nel novembre 2019. Nel 2020, ha interpretato il ruolo della femminista Jill Ruckelshaus nella miniserie FX Mrs. America. Nel 2021, Peacock ha annunciato che Banks avrebbe diretto e recitato nella serie televisiva Red Queen, basata sull'omonimo romanzo distopico.

## Vita privata
Nel 2003, dopo 11 anni di fidanzamento, Elizabeth Banks si è sposata con il giornalista sportivo e produttore Max Handelman, suo fidanzato fin dai tempi del college e, poco dopo, si è convertita all'ebraismo. La coppia ha due figli, Felix e Magnus, nati rispettivamente nel marzo 2011 e nel novembre 2012, ottenuti entrambi tramite gestazione per altri, a causa della sterilità di lei.

## Filmografia

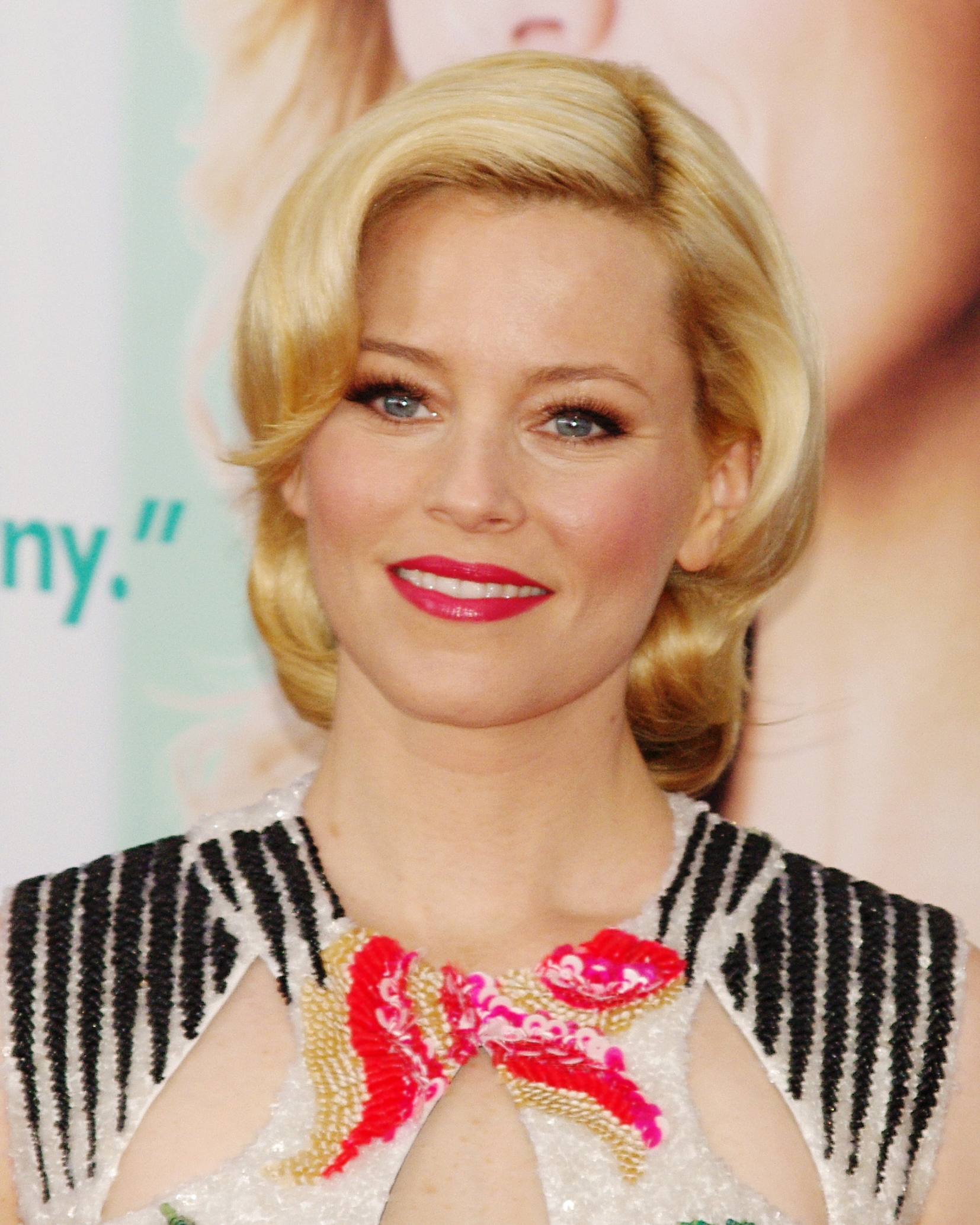
Elizabeth Banks nel 2012

### Attrice

#### Cinema
- L'escluso (Uninvited), regia Carlo Gabriel Nero (1999)
- Shaft, regia di John Singleton (2000)
- Wet Hot American Summer, regia di David Wain (2001)
- Spider-Man, regia di Sam Raimi (2002)
- Travolti dal destino (Swept Away), regia di Guy Ritchie (2002)
- Prova a prendermi (Catch Me If You Can), regia di Steven Spielberg (2002)
- Seabiscuit - Un mito senza tempo (Seabiscuit), regia di Gary Ross (2003)
- Spider-Man 2, regia di Sam Raimi (2004)
- Heights, regia di Chris Terrio (2005)
- Sexual Life, regia di Ken Kwapis (2005)
- The Sisters, regia di Arthur Allan Seidelman (2005)
- The Baxter, regia di Michael Showalter (2005)
- 40 anni vergine (The 40 Year Old Virgin), regia di Judd Apatow (2005)
- Daltry Calhoun - Un golfista al verde (Daltry Calhoun), regia di Katrina Holden Bronson (2005)
- Slither, regia di James Gunn (2006)
- Imbattibile (Invincible), regia di Ericson Core (2006)
- Spider-Man 3, regia di Sam Raimi (2007)
- Ti presento Bill (Meet Bill), regia di Bernie Goldmann e Melisa Wallack (2007)
- Fred Claus - Un fratello sotto l'albero (Fred Claus), regia di David Dobkin (2007)
- Certamente, forse (Definitely, Maybe), regia di Adam Brooks (2008)
- Piacere Dave (Meet Dave), regia di Brian Robbins (2008)
- Zack & Miri - Amore a... primo sesso (Zack and Miri Make a Porno), regia di Kevin Smith (2008)
- W., regia di Oliver Stone (2008)
- Role Models, regia di David Wain (2008)
- The Uninvited, regia di Charles Guard e Thomas Guard (2009)
- The Next Three Days, regia di Paul Haggis (2010)
- Quell'idiota di nostro fratello (Our Idiot Brother), regia di Jesse Peretz (2011)
- The Details, regia di Jacob Aaron Estes (2011)
- 40 carati (Man on a Ledge), regia di Asger Leth (2012)
- Hunger Games, regia di Gary Ross (2012)
- Una famiglia all'improvviso (People Like Us), regia di Alex Kurtzman (2012)
- Che cosa aspettarsi quando si aspetta (What to Expect When You're Expecting), regia di Kirk Jones (2012)
- Voices (Pitch Perfect), regia di Jason Moore (2012)
- Comic Movie (Movie 43), registi vari (2013)
- Hunger Games - La ragazza di fuoco (The Hunger Games: Catching Fire), regia di Francis Lawrence (2013)
- Una notte in giallo (Walk of Shame), regia di Steven Brill (2014)
- Little Accidents, regia di Sarah Colangelo (2014)
- Hunger Games - Il canto della rivolta - Parte 1 (The Hunger Games: Mockingjay - Part 1), regia di Francis Lawrence (2014)
- Love & Mercy, regia di Bill Pohlad (2014)
- Ogni cosa è segreta (Every Secret Thing), regia di Amy J. Berg (2014)
- Pitch Perfect 2, regia di Elizabeth Banks (2015)
- Magic Mike XXL, regia di Gregory Jacobs (2015)
- Hunger Games - Il canto della rivolta - Parte 2 (The Hunger Games: Mockingjay - Part 2), regia di Francis Lawrence (2015)
- Power Rangers, regia di Dean Israelite (2017)
- Pitch Perfect 3, regia di Trish Sie (2017)
- Pupazzi senza gloria (The Happytime Murders), regia di Brian Henson (2018)
- L'angelo del male - Brightburn (Brightburn), regia di David Yarovesky (2019)
- Charlie's Angels, regia di Elizabeth Banks (2019)
- Call Jane, regia di Phyllis Nagy (2022)
- A Mistake, regia di Christine Jeffs (2024)

#### Televisione
- Squadra emergenza (Third Watch) – serie TV, episodio 1x03 (1999)
- Sex and the City – serie TV, episodio 3x02 (2000)
- Law & Order - Unità vittime speciali (Law & Order: Special Victims Unit) – serie TV, episodio 3x07 (2001)
- Senza traccia (Without a Trace) – serie TV, episodio 1x07 (2002)
- Scrubs - Medici ai primi ferri (Scrubs) – serie TV, 15 episodi (2006-2009)
- Wainy Days – serie TV, 3 episodi (2007-2008)
- Comanche Moon – miniserie TV, 3 episodi (2008)
- Modern Family – serie TV, 6 episodi (2009-2017)
- 30 Rock – serie TV, 13 episodi (2010-2012)
- Wet Hot American Summer: First Day of Camp – miniserie TV (2015)
- I Muppet (The Muppets) – serie TV, 2 episodi (2015)
- Wet Hot American Summer: Ten Years Later – miniserie TV (2017)
- Mrs. America – miniserie TV (2020)
- Sorelle sbagliate (The Better Sister), regia di Craig Gillespie – miniserie TV (2025)

#### Videoclip
- Girls like You dei Maroon 5 (2018)

### Doppiatrice
- American Dad! – serie TV, episodi 3 episodi (2007-2008)
- The LEGO Movie, regia di Phil Lord e Christopher Miller (2014)
- The LEGO Movie 2 - Una nuova avventura (The Lego Movie 2: The Second Part), regia di Mike Mitchell (2019)
- Prendi il volo (Migration), regia di Benjamin Renner (2023)

### Regista
- AIDS: We Did It! - cortometraggio (2010)
- Just a Little Heart Attack - cortometraggio (2011)
- Comic Movie (Movie 43), registi vari (2013)
- Pitch Perfect 2 (2015)
- Charlie's Angels (2019)
- Cocainorso (Cocaine Bear) (2023)

### Produttrice
- Il mondo dei replicanti (Surrogates), regia di Jonathan Mostow (2009)
- Voices (Pitch Perfect), regia di Jason Moore (2012)
- Pitch Perfect 2, regia di Elizabeth Banks (2015)
- Pitch Perfect 3, regia di Trish Sie (2017)
- Charlie's Angels, regia di Elizabeth Banks (2019)
- Cocainorso (Cocaine Bear), regia di Elizabeth Banks (2023)

## Riconoscimenti (parziale)
MTV Movie Awards
- 2015 - Miglior trasformazione su schermo per Hunger Games - Il canto della rivolta - Parte 1[16][17]

## Doppiatrici italiane
Nelle versioni in italiano delle opere in cui ha recitato, Elizabeth Banks è stata doppiata da:
- Barbara De Bortoli in Scrubs - Medici ai primi ferri (st. 5-7), Imbattibile, Certamente, forse, Role Models, Zack & Miri - Amore a... primo sesso, 40 carati, Una famiglia all'improvviso, Love & Mercy, Charlie's Angels, A Mistake, Sorelle sbagliate
- Francesca Fiorentini in Scrubs - Medici ai primi ferri (st. 8), Seabiscuit - Un mito senza tempo, Modern Family, The Next Three Days, Quell'idiota di nostro fratello
- Francesca Guadagno in Slither, Hunger Games, Hunger Games - La ragazza di fuoco, Hunger Games - Il canto della rivolta - Parte 1, Hunger Games - Il canto della rivolta - Parte 2
- Federica De Bortoli in Wet Hot American Summer, Wet Hot American Summer: First Day of Camp, Wet Hot American Summer: Ten Years Later, L'angelo del male - Brightburn, Mrs. America
- Tiziana Avarista in Spider-Man, Comic Movie, Pitch Perfect 2, Pitch Perfect 3
- Emanuela D'Amico in 40 anni vergine, Comanche Moon, Voices
- Chiara Colizzi in Daltry Calhoun - Un golfista al verde, I Muppet, Pupazzi senza gloria
- Laura Romano in The Uninvited, Che cosa aspettarsi quando si aspetta
- Claudia Catani in Piacere Dave, 30 Rock
- Cristina Aubry in Spider-Man 2, Spider-Man 3
- Eleonora De Angelis in Travolti dal destino, Magic Mike XXL
- Monica Ward in W.
- Laura Lenghi in Fred Claus - Un fratello sotto l'albero
- Antonella Rinaldi in Senza traccia
- Maura Cenciarelli ne L'escluso
- Emilia Costa in Ti presento Bill
- Laura Latini in Law & Order - Unità vittime speciali
- Anna Lana in The Sisters
- Selvaggia Quattrini in Una notte in giallo
- Roberta Pellini in Power Rangers

Da doppiatrice è sostituita da:
- Barbara De Bortoli in The LEGO Movie, The LEGO Movie 2 - Una nuova avventura
- Serena Rossi in Prendi il volo